# Кёбаси (станция, Токио)
Станция Кёбаси (яп. 京橋駅 кё:баси эки) — железнодорожная станция на линии Гиндза расположенная в специальном районе Тюо,Токио. Станция обозначена номером G-10. На станции установлены автоматические платформенные ворота.

## Планировка станции
Одна платформа островного типа и два пути.
| 1 | ○ Линия Гиндза | Гиндза ・ Акасака-Мицукэ ・ Сибуя |
| 2 | ○ Линия Гиндза | Уэно ・ Асакуса                   |

## Близлежащие станции
| «      |  | Линия        |  | »         |
| ------ |  | ------------ |  | --------- |
| Гиндза |  | Линия Гиндза |  | Нихонбаси |

## Галерея

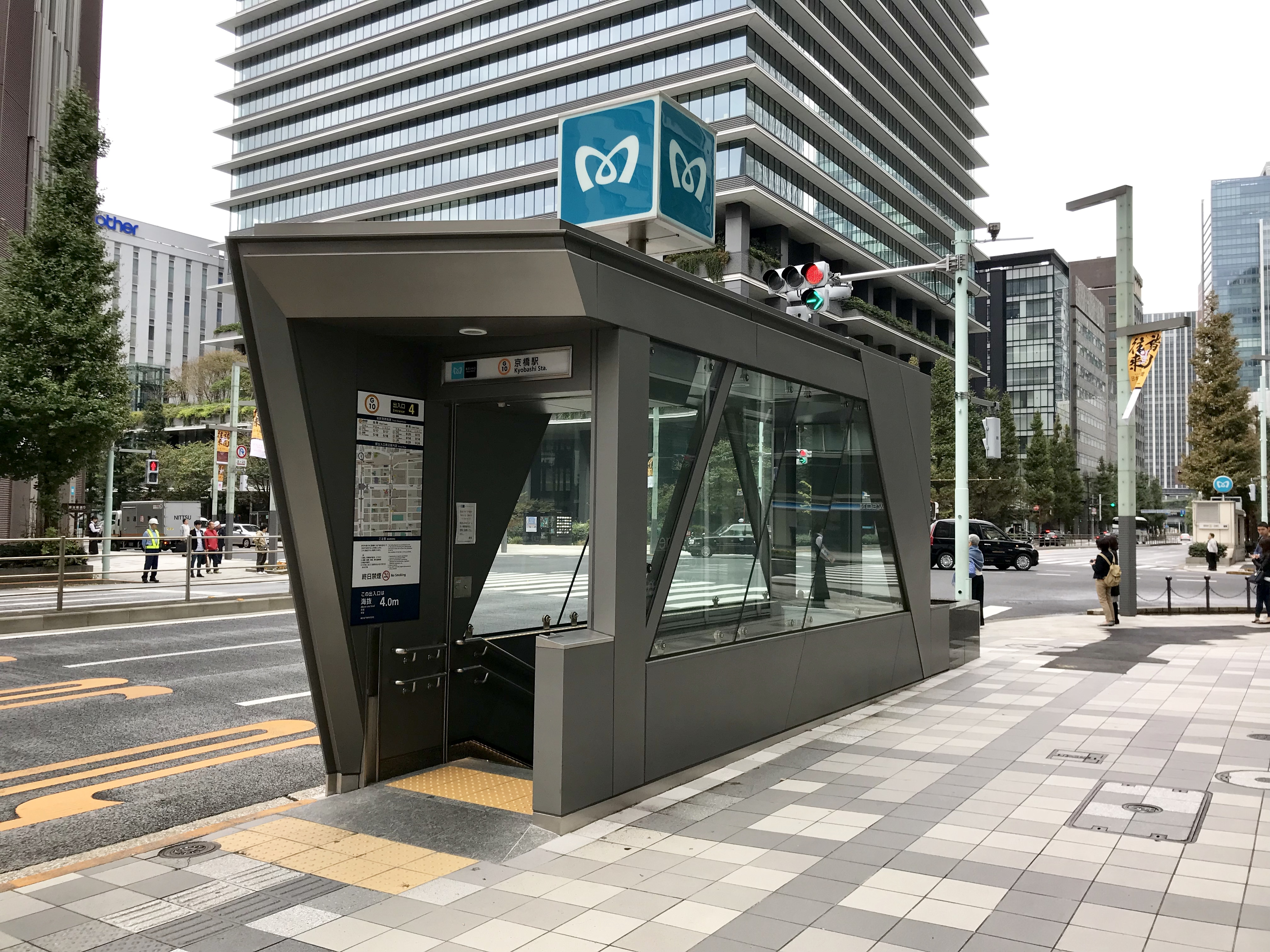
Вход на станцию